# 一部形式
完全に独立し、且つ集結した一つの大楽節で構成される楽曲の形式を、一部形式（いちぶけいしき）または大楽節形式（だいがくせつけいしき）という。普通は8小節のものが多い。形式としては最も単純で、簡単な童謡や民謡などに多用。唱歌形式の1つである。 また、大曲の一部分のメロディが一部形式をなすこともある。

## 一部形式の使用
一部形式は簡単な童謡や民謡に多用されるが、殆どが8小節で非常に短い。そのため何連もの歌詞で、同じ旋律を繰り返して歌われるものが多い。しかし同旋律の単なる反復であって、なんら新しい発展がなく、形式もそのままのものである。また完全なる独立曲ではないが、大曲の独立的な一つの部分として使用される主題に、一部形式を持っているものがある。変奏曲（ヴァリエーション）の基になる曲（主題）として、一部形式が使われることもある。

## 一部形式による著名な楽曲
- ロンドン橋落ちた
- 春が来た
- おうま
- 赤とんぼ